# Daniel Salve
Daniel Pinto Ribeiro, mais conhecido por seu nome artístico Daniel Salve (São Paulo, 19 de junho de 1976), é um compositor, autor, diretor, produtor, cantor e ator brasileiro. Atuou em diversas produções teatrais e musicais, ocupando diferentes papéis.

## Carreira
Alguns de seus trabalhos marcantes em teatro incluem os musicais RENT de Jonathan Larson (no papel do Filmmaker Mark Cohen), Pocket Broadway (Solista/Diretor Musical) e Cazas de Cazuza (Arranjos/direção musical).
Daniel Escreveu os musicais originais Eros e Psiqué, A Quase História de Ninguém, Ciranda e  Ponto de Bala! (Theatro São Pedro, 2012; Teatro Parlapatões 2013/14), além do premiado musical original Nautopia, (Teatro B32, 2022).
Atua como diretor e produtor artístico e musical junto à Walt Disney Company há quase 20 anos, com quem já desenvolveu inúmeros shows e projetos especiais, incluindo o espetáculo Disney In Concert (Teatro Bradesco / 2014 e 2022). Também dirigiu e roteirizou os shows De volta à Oz – Wicked In Concert (Teatro Renault / 2018) e A Vida é um Filme (Teatro Cetip / 2017) . Em 2013 Assinou o roteiro do show/DVD do cantor Daniel, (SONY MUSIC).
Daniel compôs memoráveis números de abertura para a maioria das edições do Prêmio Bibi Ferreira.
Soma à sua experiência trabalhos fonográficos, com seus discos autorais Psychotropic (2009) e Grande Amor (2016).
Também atua como professor, ministrando workshops e palestras sobre dramaturgia musical, criatividade e intuição criativa.

## Teatro
| Ano  | Título                                                | Papel/Função                               | Teatro                                      | Estado             |
| ---- | ----------------------------------------------------- | ------------------------------------------ | ------------------------------------------- | ------------------ |
| 1992 | As Aventuras de Peter Pan                             | Chorão                                     | Teatro Augusta                              | São Paulo, SP      |
| 1994 | TV Themes                                             | Vários Personagens                         | Teatro Ruth Escobar                         | São Paulo, SP      |
| 1995 | A seguir, Cenas do Próximo Capítulo                   | Vários Personagens                         | Sérgio Cardoso (Sala Paschoal Carlos Magno) | São Paulo, SP      |
| 1996 | Uma Professora Muito Maluquinha                       | Pedro                                      | Teatro Bibi Ferreira                        | São Paulo, SP      |
| 1996 | Pocket Broadway                                       | Solista e Diretor Musical                  | Palladium                                   | São Paulo, SP      |
| 1997 | Pocket Broadway                                       | Solista e Diretor Musical                  | Teatro Studium                              | São Paulo, SP      |
| 1998 | Pocket Broadway                                       | Solista e Diretor Musical                  | Teatro Castro Alves                         | Salvador, Bahia    |
| 1998 | Pocket Broadway                                       | Solista e Diretor Musical                  | Via Funchal                                 | São Paulo, SP      |
| 1999 | Rent                                                  | Mark Cohen                                 | Teatro Ópera                                | São Paulo, SP      |
| 1999 | Turandot                                              | Preparador Vocal                           | Teatro Denoy Oliveira                       | São Paulo, SP      |
| 1999 | Cazas de Cazuza                                       | Arranjador e Diretor Musical               | Tom Brasil                                  | São Paulo, SP      |
| 2000 | Cazas de Cazuza                                       | Arranjador e Diretor Musical               | Canecão                                     | Rio de Janeiro, RJ |
| 2000 | Cazas de Cazuza                                       | Arranjador e Diretor Musical               | Theatro Polytheama                          | Jundiaí, SP        |
| 2001 | Modernidade                                           | James du Golpe, Arranjador e Co-compositor | Via Funchal                                 | São Paulo, SP      |
| 2002 | A Luta Secreta de Maria da Encarnação                 | Preparador Vocal                           | Teatro Sérgio Cardoso                       | São Paulo, SP      |
| 2005 | Camila Baker, a saga continua                         | Preparador vocal                           | Teatro Procópio Ferreira                    | São Paulo, SP      |
| 2007 | Pátria Armada                                         | Arranjos e Direção Musical                 | Teatro Guaíra                               | Curitiba, PR       |
| 2012 | Ponto de Bala – Um teatrinho apolítico e apocalíptico | Homem Bala, autor, compositor e diretor    | Theatro São Pedro                           | São Paulo, SP      |
| 2013 | Ponto de Bala – Um teatrinho apolítico e apocalíptico | Homem Bala, autor, compositor e diretor    | Teatro Parlapatões                          | São Paulo, SP      |
| 2014 | Ponto de Bala – Um teatrinho apolítico e apocalíptico | Homem Bala, autor, compositor e diretor    | Teatro Municipal de São Carlos              | São Carlos, SP     |
| 2014 | Ponto de Bala – Um teatrinho apolítico e apocalíptico | Homem Bala, autor, compositor e diretor    | Teatro Mário Covas                          | Caraguatatuba, SP  |
| 2021 | Ponto de Bala (Reloaded)                              | Homem Bala, autor, compositor e diretor    | Transmissão online                          | São Paulo, SP      |
| 2022 | Nautopia                                              | Autor, compositor e diretor                | Teatro B32                                  | São Paulo, SP      |

## Shows/Concertos
| Ano  | Título                                    | Função                                                    | Teatro          |
| ---- | ----------------------------------------- | --------------------------------------------------------- | --------------- |
| 2005 | 100 Anos de Magia                         | Preparador Vocal, Diretor Musical e Assistente de Direção | Anhembi         |
| 2006 | Um Sonho é um Desejo                      | Preparador Vocal, Diretor Musical e Assistente de Direção | Anhembi         |
| 2007 | O Festival do Rei Leão                    | Preparador Vocal, Diretor Musical e Assistente de Direção | Anhembi         |
|      | Um Sonho é um Desejo                      | Preparador Vocal, Diretor Musical e Assistente de Direção | Rio Centro      |
| 2008 | Tarzan – Em busca de Aventura             | Preparador Vocal, Diretor Musical e Assistente de Direção | Anhembi         |
| 2013 | Daniel 30 Anos                            | Roteirista                                                | Credicard Hall  |
| 2014 | Disney In Concert – Magic from the Movies | Preparador Vocal e Diretor Geral                          | Teatro Bradesco |
| 2017 | Minha Vida é um Filme                     | Roteirista e Diretor Geral                                | Teatro Cetip    |
| 2018 | Wicked in Concert – De volta à Oz         | Roteirista e Diretor Geral                                | Teatro Renault  |
| 2022 | Disney In Concert – Magic from the Movies | Roteirista, Preparador Vocal e Diretor Geral              | Teatro Bradesco |

## Shows Solo
| Ano  | Show              | Local                            | Cidade                 |
| ---- | ----------------- | -------------------------------- | ---------------------- |
| 2009 | Psychotropic      | Museu da Imagem e do Som         | São Paulo              |
| 2011 | Circles of Wisdom | Moulbrough College Memorial Hall | Moulbrough, Inglaterra |
| 2016 | Grande Amor       | Teatro Humbolt                   | São Paulo              |
| 2016 | Grande Amor       | Teatro Porto Seguro              | São Paulo              |
| 2016 | Grande Amor       | Teatro Décio de Almeida Prado    | São Paulo              |
| 2017 | Grande Amor       | Teatro Viradalata                | São Paulo              |

## Workshops
| Ano  | Título                                               | Função                            | Local                     |
| ---- | ---------------------------------------------------- | --------------------------------- | ------------------------- |
| 2002 | A Quase História de Ninguém                          | Autor, compositor e diretor       | Teatro da Cultura Inglesa |
| 2003 | Eros e Psiqué                                        | Autor, compositor e diretor       | Teatro da Cultura Inglesa |
| 2004 | Eros e Psiqué                                        | Autor, compositor e diretor       | Teatro da Cultura Inglesa |
| 2005 | Eros e Psiqué                                        | Autor, compositor e diretor       | Teatro Imprensa           |
| 2011 | Eros e Psiqué                                        | Autor, compositor e diretor       | Teatro Imprensa           |
| 2012 | Ponto de Bala! Um teatrinho apolítico e apocalíptico | Ator, Autor, Compositor e Diretor | Oficina Oswald de Andrade |
| 2019 | Ciranda                                              | Autor, compositor e diretor       | Teatro Viradalata         |
| 2020 | Nautopia                                             | Autor, compositor e diretor       | Teatro Giostri            |

## Discografia
| Ano  | Álbum        | Gravadora    |
| ---- | ------------ | ------------ |
| 2009 | Psychotropic | Independente |
| 2016 | Grande Amor  | Independente |

| Ano  | Álbum           | Função                                                          | Gravadora | Nota                                                                                         |
| ---- | --------------- | --------------------------------------------------------------- | --------- | -------------------------------------------------------------------------------------------- |
| 2000 | Cazas de Cazuza | Arranjador, Preparador Vocal e Diretor Musical                  | Som Livre |                                                                                              |
| 2016 | Modernidade     | Co-Autoria; Arranjos Vocais; Arranjos de Cordas; Backing Vocals | Som Livre | Co-autoria das canções “Modernidade”, “Tudo Passa”, “Pouco pra daqui a pouco” e “Ser, Estar” |

## Cinema
| Ano  | Filme | Personagem | Direção        |
| ---- | ----- | ---------- | -------------- |
| 2008 | Rinha | Toby       | Marcelo Galvão |

## Videoclipes
| Ano  | Música      | Direção        |
| ---- | ----------- | -------------- |
| 2016 | Grande Amor | Victor Ribeiro |

## Prêmios e Indicações
| Ano  | Premiação                              | Categoria                                     | Trabalho | Resultado |
| ---- | -------------------------------------- | --------------------------------------------- | -------- | --------- |
| 2022 | Prêmio Bibi Ferreira                   | Melhor Musical Brasileiro                     | Nautopia | Indicação |
| 2022 | Prêmio Bibi Ferreira                   | Melhor Roteiro Original                       | Nautopia | Indicação |
| 2022 | Prêmio Bibi Ferreira                   | Melhor Letra e Música Originais               | Nautopia | Vencedor  |
| 2022 | Prêmio DID (Destaque Imprensa Digital) | Destaque Musical Brasileiro                   | Nautopia | Indicação |
| 2022 | Prêmio DID (Destaque Imprensa Digital) | Destaque Musical Brasileiro (Votação Popular) | Nautopia | Vencedor  |
| 2022 | Prêmio DID (Destaque Imprensa Digital) | Destaque Direção                              | Nautopia | Indicação |
| 2022 | Prêmio DID (Destaque Imprensa Digital) | Destaque Roteiro Original                     | Nautopia | Indicação |
| 2022 | Prêmio DID (Destaque Imprensa Digital) | Destaque Letra Original                       | Nautopia | Vencedor  |
| 2022 | Prêmio DID (Destaque Imprensa Digital) | Destaque Cenografia                           | Nautopia | Indicação |